# Versuchsanstalt für Wasserbau, Hydrologie und Glaziologie der ETH Zürich
Die Versuchsanstalt für Wasserbau, Hydrologie und Glaziologie der ETH Zürich (VAW) ist eine Versuchsanstalt der ETH Zürich. Die VAW betreibt Forschung auf den Gebieten Flussbau, Glaziologie, numerische Modellierung und Wasserbau. Dazu werden Binnengewässer, Wasserkraft, Gletscher, Naturgefahren, Flussrenaturierung und Flussinfrastruktur untersucht.

## Geschichte
Auf Eugen Meyer-Peters Antrag wurde 1930 die Versuchsanstalt  für  Wasserbau gegründet. Sie sollte einerseits Versuchen für Lehre und Forschung dienen, andererseits Versuchen für Aufträge aus der Praxis. Da ihr zwischenzeitlich die Erdbauabteilung hinzugefügt wurde, war ab 1946 Versuchsanstalt  für  Wasserbau  und Erdbau (VAWE) der Name. Im Rahmen einer Umorganisation und Neugründung des Instituts für Grundbau und Bodenmechanik erhielt sie 1970 den heutigen Namen.
Seit der Gründung 1930 befand sich die Versuchsanstalt für Wasserbau an der Gloriastraße. 2013 wurde ein Neubau auf dem Campus Hönggerberg bezogen. Das bisherige VAW-Gebäude wurde 2015 abgebrochen.

## Struktur
An der VAW gibt es zwei Professuren: die Professur Wasserbau (geleitet von Robert Boes) und die Professur Glaziologie (geleitet von Daniel Farinotti). (Stand: 2021)

## Tätigkeit (Beispiele)
- FITHydro

Im Rahmen des EU-Projektes FIThydro hat die VAW ein Schutz- und Leitsystem entwickelt, das Fischen helfen kann, Wasserkraftturbinen sicher zu umgehen.
- Numerische Modellierung

Unterwasserrutschungen können bei Seen Tsunami auslösen. Zum Beispiel kam es beim Erdbeben 1601 am Vierwaldstättersee zu meterhohen Flutwellen. Bei der heutigen dichten Besiedelung wäre ein Schaden wesentlich höher. Die VAW untersuchte mit Hilfe von Software die Mechanismen zur Wellenerzeugung und verglich das Ergebnis mit den Zahlen von 1601.
- Gletscher

Gemeinsam mit der Akademie der Naturwissenschaften Schweiz (SCNAT) betreibt die VAW das Gletschermessnetz GLAMOS.

## Nachweise
1. ↑  Unterlagen der ETH-Bibliothek
2. ↑  VAW-Jahresbericht 2013
3. ↑  Waterpower & Dam Construction vom 11. Februar 2021
4. ↑  VAW Jahresbericht 2020